# Plateforme de mâchefers - Reims Métropole
La plate-forme d’élaboration et de maturation des graves de mâchefers est implantée rue du Val Clair, à Reims.
C’est une installation de traitement et de valorisation des mâchefers d’incinération des déchets non dangereux (MIDND). Elle récupère les mâchefers issus de l’Usine d’incinération des ordures ménagères de Reims pour les transformer en matériaux destinés aux sous-couches routières.

## Historique
En 2005, Reims Métropole devenue depuis Communauté urbaine du Grand Reims a investi dans sa propre IME (Installations de Maturation et d’Elaboration des mâchefers). Elle est exploitée, dans le cadre d’un marché de prestations de services,  par le groupement YPREMA MORONI.

## Caractéristiques
La plate-forme est installée sur un terrain de sur 5 918 m2. Une partie a été couverte et est construite sur une géomembrane assurant l’étanchéité. Elle a une capacité de 15 000 tonnes de matériaux et dispose d’une installation de traitement permettant le calibrage par crible rotatif, l’élimination des imbrûlés et l’extraction des ferreux et non ferreux. La plateforme a été conçue sur un réseau drainant souterrain, qui achemine les eaux effluentes des mâchefers vers des cuves de stockage, au milieu du terrain. Un laboratoire, sur site, assure le suivi des caractéristiques géotechniques et environnementales.
L’Installation classée pour la protection de l'environnement (ICPE) est soumise aux contrôles des services de l’Etat (Inspection des installations classées).
Le GIE YPREMA MORONI, qui exploite le site, est certifié ISO 14001 depuis 2008 (certification environnementale) et ISO 9001 depuis 2016 (certification qualité).

## Processus de production
Les mâchefers, issus de l’usine d’incinération des ordures ménagères de Reims, sont transformés en grave de mâchefers dans des Installations de maturation et d'élaboration (IME) du grave de mâchefers.
Leur traitement passe par les étapes suivantes :
•	Les mâchefers bruts sont réceptionnés, pesés, analysés et alloties,
•	Chaque lot est stocké et pré-maturé afin de réduire leur teneur en eau,
•	Ensuite, le lot fait l’objet d’un traitement mécanique avec différentes opérations de criblage pour obtenir un produit stable. A ce stade, les métaux ferreux et non ferreux sont récupérés afin d'être revendus,
•	Les lots de graves de mâchefers obtenues sont stockés pendant plusieurs mois pour favoriser la carbonisation de la chaux présente dans les mâchefers,
•	Enfin la qualité de chaque lot est vérifiée par un laboratoire avant leur commercialisation.
La plateforme traite de l’ordre de 14 000 tonnes par an qui sont transformées en 13300 tonnes de graves de mâchefers.
En 2015, 14 043 tonnes de mâchefers traités ont permis la production de 13 384 tonnes de Grave de mâchefers livrées sur chantier,
164 tonnes de métaux non ferreux, 388 tonnes de métaux ferreux et 263 tonnes de cailloux résiduels.

## Utilisation locale
Sur les tonnages de grave de mâchefer, 30% est utilisé par le secteur privé et  70% par les chantiers de travaux publics des collectivités membres du Grand Reims. Par exemple, 3500 tonnes de grave de mâchefer, soit un trimestre de production de l’IME de Reims, ont été utilisées en 2014 pour la réfection de la structure du boulevard Wilson de Reims. La réutilisation du grave de mâchefer dans les travaux publics permet une économie de 50% par rapport à des matériaux naturels et est trois fois moins couteux que le stockage en déchet non dangereux.

## Cadre légal
- La valorisation des mâchefers est encadrée pour les usages routiers par l’« Arrêté du 18 novembre 2011 relatif au recyclage en technique routière des mâchefers d'incinération de déchets non dangereux ».